# Nicolas Yemeniz
Nicolas Yemeniz est un fabricant d'étoffes de soie pour l'ameublement et bibliophile naturalisé français en 1817, né en septembre 1781 (selon son acte de naturalisation) ou le 15 avril 1783 (selon son acte de mariage) dans l'île de Chalkis-les-Constantinople (aujourd'hui Heybeliada, Turquie) et mort le 30 avril 1871 à Lyon. Il est issu d'une ancienne famille aristocratique Phanariote.

## Biographie

### Enfance et formation
Né le 15 avril 1783 dans l'île de Chalkis, son père habitait, comme beaucoup d'anciennes familles princières grecques, le quartier du Phanar, dont une rue portait son nom (la rue Yemenidji). Ses ancêtres avaient déjà fait partie du drogmanat, et l'aïeul de Nicolas avait, comme Voïvode du gouvernement turc de Chios, sauvé du massacre la population chrétienne de cette île.
Il arrive en 1799 en France, avec l'intention de se mettre au service de la Russie, mais les événements le fixent définitivement à Lyon. Il s'associe à la maison « Séguin père et fils » avec lesquels il obtient en 1819 une médaille d'or pour des étoffes or et argent que ces fabricants envoyaient presque exclusivement en Turquie et en Perse. Cette médaille d'or lui fut rappelée en 1827 sous la raison « Séguin et Yemeniz », puis lorsqu'il géra seul cette ancienne maison, quai Saint-Clair.
Il a gardé des contacts avec son pays d'origine en étant consul de la Sublime-Porte ottomane, puis de la Grèce après 1822.

### Vie de famille

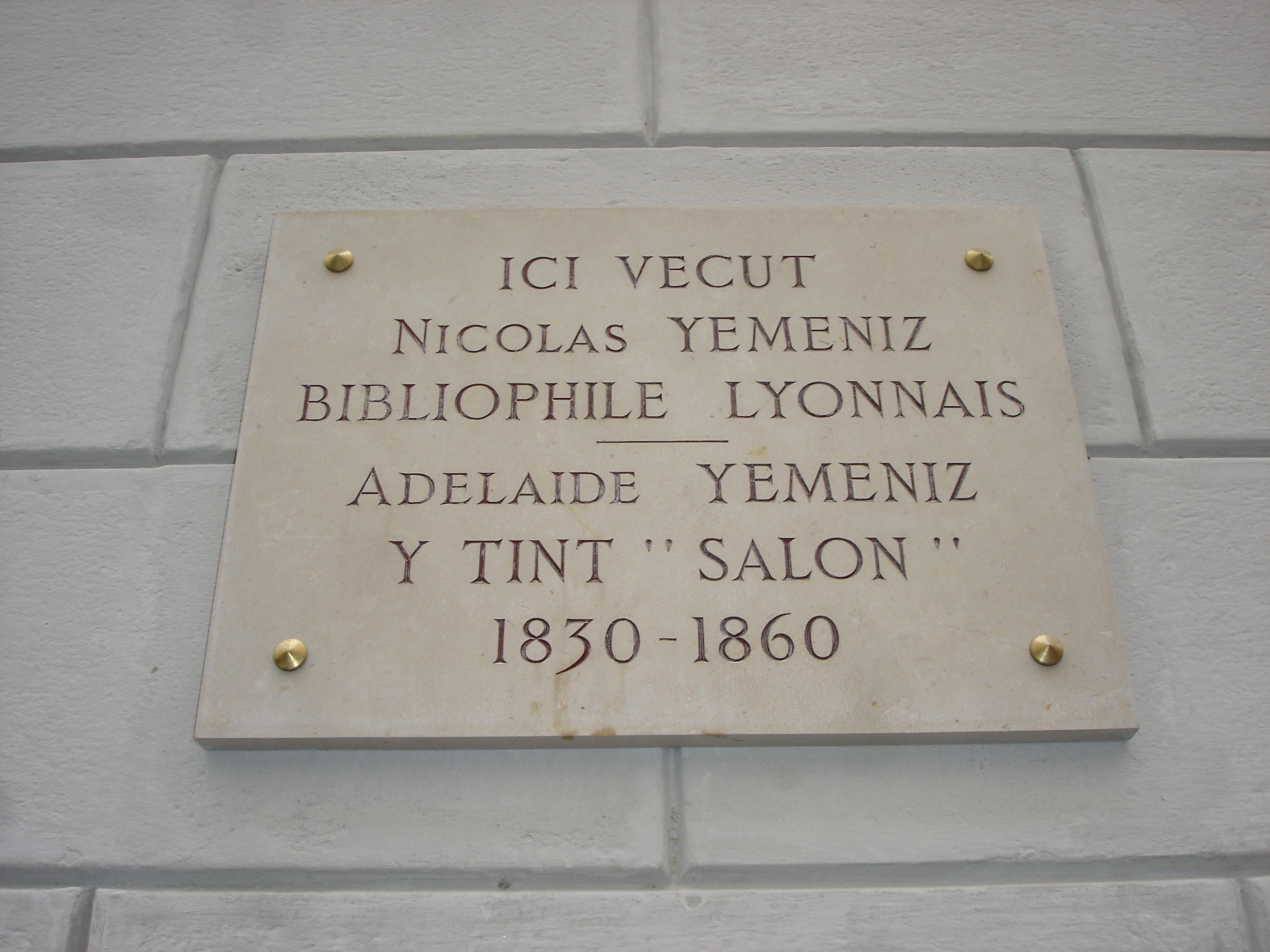
Plaque sur la façade de l'Hôtel de Cuzieu.

Il épouse le 4 juillet 1820 Jeanne-Marie-Adélaïde Rubichon (1802-1860), femme de lettres qui tient salon de 1830 à 1860 dans leurs appartement du 1 rue Saint-Joseph (aujourd'hui rue Auguste Comte), puis de l'hôtel de Cuzieu, 30 rue Sainte-Hélène. Elle décède prématurément le 10 avril 1860 dans sa résidence de Fontaines-sur-Saône. De leur union naît un fils, Eugène (1828-1880).
Il a six petits enfants (nés de son fils Eugène et d'Alice Corda), dont Georges (1860-1938) nommé consul de Grèce en 1921, chef de file à Lyon du parti légitimiste et représentant du comte de Chambord, et Thérèse (1862-1934), filleule du comte et de la comtesse de Chambord, artiste peintre formée à Paris et membre de la Société des artistes français.

### Nicolas Yemeniz bibliophile

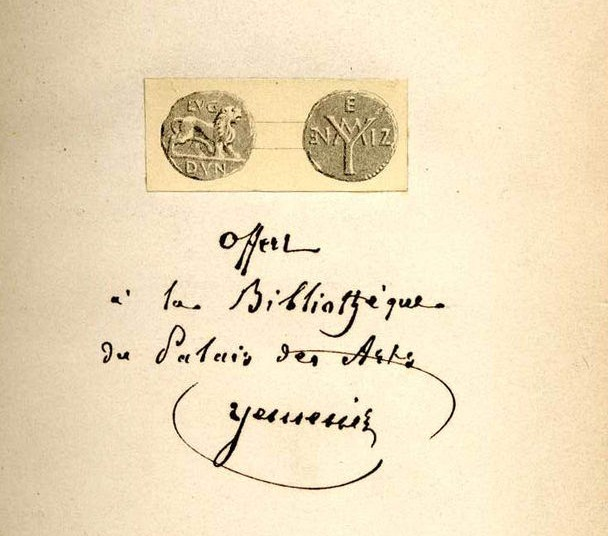
Ex-libris imprimé et ex-dono manuscrit de Nicolas Yemeniz.

Nicolas Yemeniz aurait d'abord eu l'ambition de constituer une bibliothèque lyonnaise mais aurait finalement laissé ce soin à Louis Coste.
Sa collection comprenait manuscrits et imprimés, parmi lesquels un très bel ensemble de volumes lyonnais, de même qu'y figurait tous les grands noms de la reliure du XIXe siècle parisienne (Bauzonet, Trautz, Niédrée, Simier, Thouvenin, Capé, Koehler, Duru) ou lyonnaise (Bruyère), à côté de reliures dites historiques (Nicolas Eve, Clovis Eve, Le Gascon, Pierre Roffet, Ruette, Du Seuil, Pasdeloup, Bozérian).
Sa marque de possession est ex-libris gravé sur papier de format rectangulaire, où figurent l'avers et le revers d'une médaille respectivement orné d'un lion associé à l'inscription « lvgdvn » et le nom « yemeniz ».

### Vente de la bibliothèque Yemeniz
Devenu veuf à 77 ans, il se désintéressa de sa bibliothèque qu'il vendit en bloc à la librairie Bachelin-Deflorenne le 4 février 1867, qui en organisa la vente publique avec la maison Firmin-Didot. Parmi les acheteurs figurent Casimir-François-Henri Barjavel, Ambroise Firmin-Didot, Eugène Dutuit, Henri d'Orléans, Jérôme Pichon, le British Museum...

### Mort

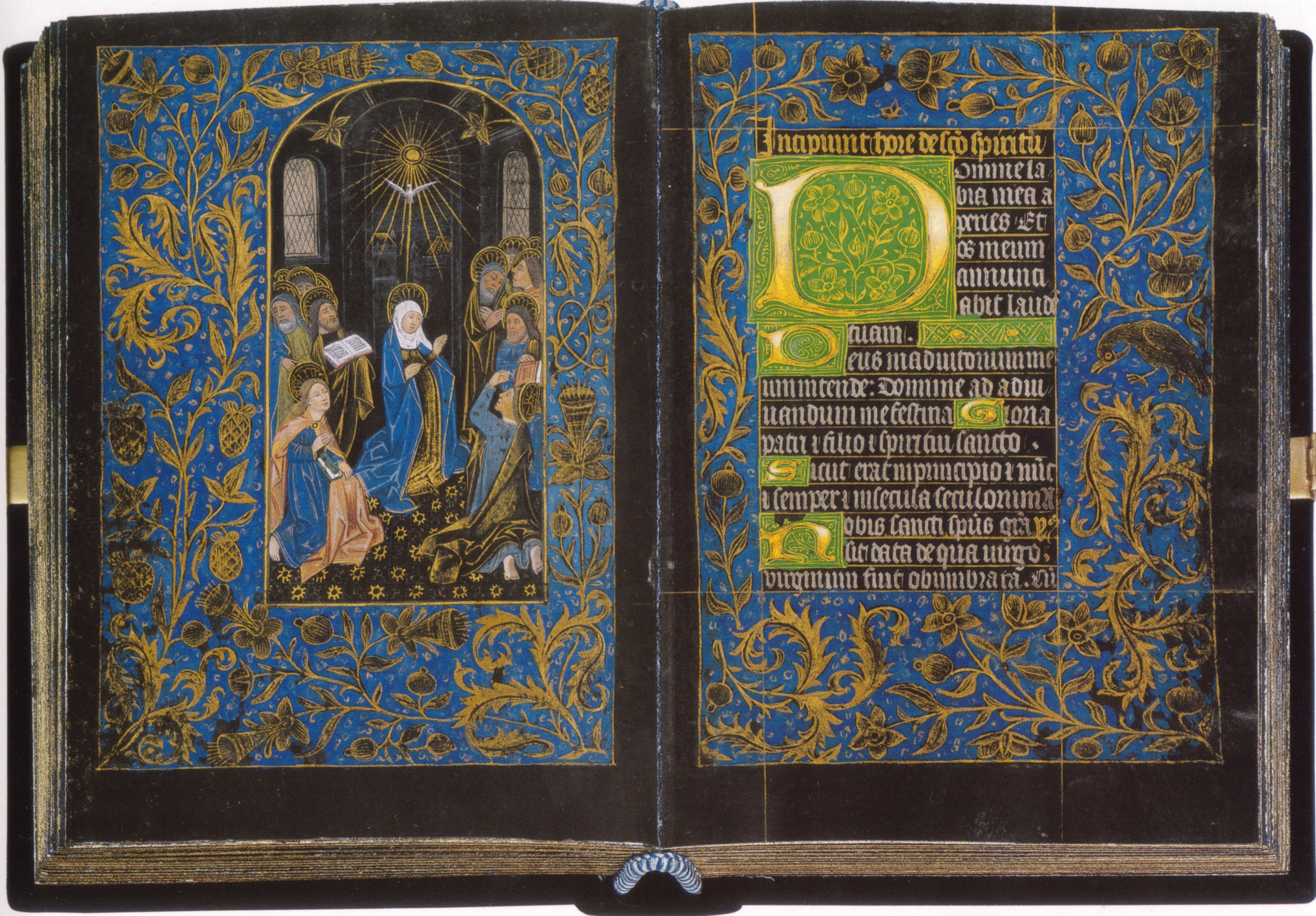
Livre d'heures noir, folios 18v–19r, c. 1460–75. Morgan Library and Museum, New York. Yemeniz en est un ancien possesseur et l'a fait relier par Georges Trautz.

Il meurt le 30 avril 1871 à Lyon.

## Distinctions et associations
Il est fait chevalier de la Légion d'honneur en tant que manufacturier par décret du 29 avril 1850. Il est membre de la Société des bibliophiles françois jusqu'en 1868, de la Société française d'Archéologie, et de la société des archéologues et des bibliophiles lyonnois.

## Publications
- Nicolas Yemeniz, Catalogue de mes livres, Lyon, impr. L. Perrin, 1865-1866, 243, 307, 215 (lire en ligne)3 volumes. Catalogue méthodique de 3763 notices.